# فريدريش ويبر
فريدريش ويبر (بالألمانية: Friedrich Weber)‏ (و. 1892 – 1954 م) هو طبيب بيطري، وأستاذ جامعي، من ألمانيا، ولد في فرانكفورت، كان عضوًا في الحزب النازي وكان عضوًا في شوتزشتافل، توفي في فرانكفورت، عن عمر يناهز 62 عاماً.

## مناصب وهيئات
أدار جامعة لودفيش ماكسيميليان في ميونخ، وجامعة هومبولت في برلين.